# Cassidy Klein
Chelsea Brooke Wallace, alias « Cassidy Klein », née le 29 mai 1991 dans le sud de la ville de San Francisco, en Californie est une actrice américaine de films pornographiques.

## Biographie
Chelsea Brooke Wallace est issue d’une famille d'origine britannique (anglaise et écossaise), irlandaise, allemande et cubaine. Elle a grandi dans le comté d'Orange, en Californie.
Au lycée, elle fait du théâtre (ce qui, selon elle, l’a aidée à être une meilleure interprète dans ses futurs rôles), de la danse (jazz), des claquettes et en particulier 16 ans de ballet. À cette même période, elle se déclare être hétérosexuelle. Notamment pour ne pas éveiller les soupçons et par crainte qu'on lui attribue une maladie mentale si elle avouait sa bisexualité puisque, quelques années auparavant, les tests pour dépister les TDA étaient très populaires,.

## Carrière

### Avant le porno
Avant d'entrer dans l'industrie du divertissement pour adultes, Chelsea travaille un temps dans le commerce de détail. Mais n’aimant pas ce travail, elle se tourne vers le baby-sitting après avoir vu une publicité à la télévision, notamment pour payer ses études à la faculté de médecine pour devenir technicienne en hémodialysequ'elle suivait à l'époque. Lorsque son dernier employeur perd son emploi, à savoir une mère de famille pour qui elle travaille, elle doit déménager car elle était hébergée par cette personne. À la suite de ce déménagement, elle ne souhaite pas continuer dans cette voie.
Devant malgré tout payer ses factures, elle se rend sur le site de petites annonces Craigslist. Chelsea regarde une annonce dans la section « adulte » et y répond. C’est ainsi qu’elle entre en contact avec sa première agence et qu’elle fait ses premiers pas pour devenir actrice porno.

### Début de carrière
Lors de sa première rencontre avec ses agents pour faire des photos sur un site web et remplir son premier contrat, on lui demanda alors de trouver un nom de scène (chose à laquelle elle n’avait jamais pensé avant). Après avoir cherché sur internet un nom de scène, elle retient Bridget Bond. Elle fait donc ses débuts en tant qu'actrice porno en janvier 2014, à l'âge de 23 ans sous ce pseudonyme. Cependant, après quelques scènes, elle réalisa qu’elle n’aimait pas ce nom de scène. Elle décida donc de changer le pseudonyme Bridget Bond par Cassidy Klein.

### Confirmation
Elle tourne aussi bien des scènes hétérosexuelles que des scènes lesbiennes.
À partir de 2014, elle rejoint le studio Girlsway.
En 2016, elle fait partie du casting de Vegas Sins, Missing et Telepathy : A Mantis Origin Story, trois séries réalisées par Stills by Alan et Bree Mills pour Girlsway. Toujours en 2016, elle obtient le rôle principal dans la série Little Red : A Lesbian Fairy Tale, une parodie du conte Le Petit Chaperon rouge de Bree Mills pour Girlsway.

En 2017, elle est à l'affiche du film parodique Guardians of The Gonads: A DP XXX Parody du studio Digital Playground, une parodie du film Les Gardiens de la galaxie où elle tient le rôle de Gamora. En septembre de la même année, elle annonce vouloir se spécialiser uniquement dans les scènes lesbiennes et déménage à Hawaï pour poursuivre son activité. À ce sujet, elle déclare : 
C’est un peu un bilan physique pour moi. J'ai l'impression que quatre ans de scènes hétérosexuelles et d'anal suffisent. J'y reviendrai peut-être un jour ou peut-être pas. J'aime vraiment les femmes et j'aimerais faire plus de scènes lesbiennes et explorer ce côté en moi.
En mai 2019, elle signe un accord avec l’agence de l’actrice porno Kendra Lust, Society15,.

## Nominations et récompenses
| Année | Cérémonies                  | Résultats | Prix                                                          | Œuvres                                    |
| ----- | --------------------------- | --------- | ------------------------------------------------------------- | ----------------------------------------- |
| 2016  | AVN Awards                  | Nommée    | Meilleure révélation                                          | —                                         |
| 2016  | AVN Awards                  | Nommée    | Prix des Fans: Débutante la plus sexy                         | —                                         |
| 2016  | Spank Bank Awards           | Nommée    | Écolière de l'année                                           | —                                         |
| 2016  | Spank Bank Awards           | Nommée    | Futur Superstar du porno                                      | —                                         |
| 2016  | Spank Bank Awards           | Nommée    | Les plus belles jambes                                        | —                                         |
| 2016  | XBIZ Awards                 | Nommée    | Meilleure révélation                                          | —                                         |
| 2017  | AVN Awards                  | Nommée    | Meilleure Actrice                                             | Little Red: A Lesbian Fairy Tale          |
| 2017  | AVN Awards                  | Nommée    | Prix des Fans: Cul le plus épique                             | —                                         |
| 2017  | Spank Bank Awards           | Nommée    | Best 'Just Got Fucked' Hair                                   | —                                         |
| 2017  | Spank Bank Awards           | Nommée    | Actrice "matelas" de l'année                                  | —                                         |
| 2017  | Spank Bank Awards           | Nommée    | Chatte de l'année                                             | —                                         |
| 2017  | Spank Bank Awards           | Nommée    | Natural Born Cock Killer                                      | —                                         |
| 2017  | Spank Bank Awards           | Nommée    | The Girl Next Door... Only Better                             | —                                         |
| 2017  | Spank Bank Awards           | Nommée    | Bad Ass Brunette of the Year                                  | —                                         |
| 2017  | Spank Bank Awards Technical | Lauréate  | Most Flexible Thespian Tart                                   | —                                         |
| 2017  | XBIZ Awards                 | Nommée    | Artiste féminine de l'année                                   | —                                         |
| 2017  | XBIZ Awards                 | Nommée    | Meilleure actrice pour un film lesbien                        | Telepathy: A Mantis Origin Story          |
| 2017  | XBIZ Awards                 | Nommée    | Meilleure actrice pour un film lesbien                        | Little Red: A Lesbian Fairytale           |
| 2017  | XBIZ Awards                 | Lauréate  | Meilleure actrice pour un film de couple                      | New Beginnings                            |
| 2017  | XBIZ Awards                 | Nommée    | Meilleure actrice principale                                  | New Beginnings                            |
| 2017  | XBIZ Awards                 | Nommée    | Meilleure scène de sexe dans un film lesbien                  | Telepathy: A Mantis Origin Story          |
| 2018  | AVN Awards                  | Nommée    | Meilleure actrice                                             | Conflicted                                |
| 2018  | AVN Awards                  | Nommée    | Prix des fans: Artiste féminine préférée                      | —                                         |
| 2018  | Spank Bank Awards           | Nommée    | Best 'Just Got Fucked' Hair                                   | —                                         |
| 2018  | Spank Bank Awards           | Nommée    | Born To Hand Job                                              | —                                         |
| 2018  | Spank Bank Awards           | Nommée    | Natural Born Cock Killer                                      | —                                         |
| 2018  | Spank Bank Awards           | Nommée    | Porn's 'It' Girl                                              | —                                         |
| 2018  | Spank Bank Awards           | Nommée    | Pussy Phenomenon of the Year                                  | —                                         |
| 2018  | Spank Bank Awards           | Nommée    | The Girl Next Door... Only Better                             | —                                         |
| 2018  | XBIZ Awards                 | Nommée    | Meilleure actrice d'un film parodique                         | Conflicted                                |
| 2018  | XBIZ Awards                 | Nommée    | Meilleure scène de sexe d'un film parodique                   | How I Fucked Your Mother: A DP XXX Parody |
| 2018  | XBIZ Awards                 | Nommée    | Meilleure scène de sexe dans un film ou un thème pour couples | The Darker Side of Desire                 |
| 2019  | Spank Bank Awards           | Nommée    |                                                               | Sage of 69                                |